# Luís Gonçalves Malafaia
Luís Gonçalves Malafaya (c. 1389 – 1464) foi um estadista, militar e diplomata português do século XV, referido por vários autores como sendo um dos Doze de Inglaterra. Tomou parte na conquista de Ceuta e foi embaixador a Castela e a Roma.

## Biografia
Nasceu cerca de 1389, filho de Gonçalo Peres (c. 1350 – 1424), senhor do Paço de Belas, escrivão da chancelaria do rei D. Fernando e regedor da casa do cível de D. João I e de sua mulher, Maria Anes.
Juntamente com seu irmão, Pedro Gonçalves Malafaya, esteve na conquista de Ceuta em 1415, sendo um dos cerca de 160 fidalgos que acompanharam D. João I e os Infantes na expedição à cidade.
Regressou a Ceuta em 1419, para tomar parte da expedição de socorro à praça – então cercada por forças do sultão de Marrocos, Abuçaíde Otomão III - liderada pelos Infantes D. João e D. Henrique. Depois de levantado o cerco, esteve em missões diplomáticas em território marroquino. Segundo relata Zurara, na página 315 da Crónica do Conde D. Pedro de Meneses, Luís Gonçalves Malafaya, num regresso de Ceuta, capturou "uma grande, e poderosa Carraca, partindo de Ceuta para Portugal, a qual andava a tráfego de Mouros, e foi achado nella muy grande riqueza, de que este Cavaleiro levou fundamento de viver sempre abastado".
Em 1431, foi enviado em outra missão diplomática, desta vez a Castela e de novo na companhia de seu irmão, para participar nas negociações que culminaram na assinatura do Tratado de Paz de Medina del Campo (30.10.1431), depois ratificado em Almeirim em 17.01.1432. Sobre essa missão de Luís Gonçalves, relata António Carvalho da Costa, no Tomo I da sua Corografia Portuguesa do ano de 1706 que “vendo-o El Rey de Castela falar com grande resolução, disse, que lhe não chamaria Malafaya, senão Bonafaya”.
Em 1452, D. Afonso V enviou-o a Roma, juntamente com Rui Gomes de Alvarenga, em missão diplomática com o propósito de desanuviar as relações entre Portugal e o papado, algo abaladas na sequência da morte em combate do infante D. Pedro em Alfarrobeira. A irmã do infante, D. Isabel, era duquesa de Borgonha e tinha solicitado o apoio do papa na defesa da memória do irmão, incluindo um tratamento adequado aos seus restos mortais e aos seus filhos. Por essa missão, Malafaya, Alvarenga e a comitiva receberam a quantia de 2385 dobras; em súplicas da abril e junho do mesmo ano, Luís Gonçalves Malafaya defendeu a nomeação de D. Jaime, filho do infante morto em Alfarrobeira, para a posição de Cardeal.
Foi um rico e influente cortesão dos três primeiros monarcas da dinastia de Avis. Com a designação de rico-homem (que na época significava alguém com altas funções na corte), foi membro do conselho de D. João I (desde 1431) e depois de D. Duarte - de quem foi também vedor da Fazenda, a partir de 1435 - sendo por fim conselheiro de D. Afonso V a quem, a partir de 1441, serviu igualmente como vedor da Fazenda.
Faleceu antes de 22.10.1464, data de um documento de D. Afonso V nomeando um sucessor para o cargo de contador-mór, “em substituição de Luís Gonçalves, do meu Conselho”, que morrera.
Vários autores o referem como sendo um dos participantes no lendário episódio dos Doze de Inglaterra. 
Foi cavaleiro da Ordem de Santiago.

## Casamento e Descendência
Do seu casamento com D. Filipa de Azevedo, filha de Lopo Dias de Azevedo (1363 – 1441), 1.º senhor de S. João de Rei e de D. Joana Gomes da Silva, herdeira da honra e quintã de Silva, teve os seguintes filhos:
- D. João de Azevedo, (nasceu c. 1430 – faleceu em Lisboa, 27.07.1517), bispo do Porto de 1465 a 1495, teve geração da relação que manteve com D. Joana de Castro, filha de Fernão de Sousa, senhor de Gouveia, com D. Mécia de Castro de Ataíde, e herdeira das honras de Barbosa e de Ataíde (são os avós paternos do mártir jesuíta, D. Inácio de Azevedo, e do 2.º governador de Ceilão e 20.º vice-rei da Índia, D. Jerónimo de Azevedo).[8]

- D. Filipa de Azevedo (c. 1430 - c. 1519),[12] condessa de Atouguia pelo seu casamento, em 18.04.1457,[2] com D. Martinho de Ataíde (c. 1415 – 1499), 2.º conde de Atouguia; com geração (são os bisavós do 10.º e 12.º vice-rei da Índia, D. Luís de Ataíde). Já viúva, no ano de 1519, D. Filipa instituiu o Morgado de Vaqueiros.[13]

- D. Joana de Azevedo, casou com o seu parente em 4.º grau D. Afonso Teles da Silva, 3.º alcaide de Campo Maior e Ouguela, com geração, em que seguiu a alcaidaria de Campo Maior.[14]

- Rodrigo Malafaia, comendador de Arouca,[10] que não casou mas teve geração (é o progenitor dos senhores do Solar dos Malafaias, em Serrazes).[15]